# X-Men (Semic)
Az X-Men egy, a Semic Interprint által kiadott képregénysorozat volt, mely 1992 és 1997 között jelent meg Magyarországon. A sorozat a Marvel Comics által kiadott Uncanny X-Men című képregénysorozat egyes történeteit tartalmazta.

## A megjelenés története
Az X-men tagjaival legelőször A Csodálatos Pókember 1. sorozatának 1992. áprilisi, 35. számában találkozhattunk. Ez, mintegy bemutatója/felvezetője volt a később külön füzetben megjelenő szuperhős-csapat kalandjainak. E Pókember-füzetben közölt legelső X-men történet az Uncanny X-Men 159. része volt.
Az önálló sorozat első száma 1992 júniusában került kiadásra. Borítóján „Az igazi mutánsok!” és a „Pókember barátai!” feliratok voltak olvashatók. Az „igazi mutánsok” valószínűleg a nagyjából ebben az időben népszerű Tini Nindzsa Teknőcök rajzfilmre és mozifilmre utalt, melyben szintén, bár másfajta mutánsok szerepeltek. A „Pókember barátai” felirat pedig feltehetően az új képregény iránti érdeklődés rendeltetett fokozni, mivel a sorozat megjelenésekor már csaknem három éve megjelenő Csodálatos Pókember igen nagy népszerűségre tett szert. A felirat azonban kicsit megtévesztő, mivel Pókember és az X-Men csapata, ha ellenségek nem is (bár erre is van példa), barátok soha nem voltak.
Egy szám átlagosan 50 oldalas volt és két amerikai kiadványt foglalt magában. Az első számban megjelent történet az Uncanny X-Men #172 és #173 számát tartalmazta. A Magyarországon az olvasók által először megismerhetett X-Men csapatának tagjai Vihar, Árnyék, Kolosszus, Árnymacska, Vadóc és Rozsomák voltak. Az elsőként közölt történet igen érdekes választás volt, mivel a mozgalmas cselekmény ellenére magát a csapatot nem lehetett akcióban látni, a történet középpontjában Rozsomák állt (e kiadott cselekmény közvetlenül a Chris Claremont és Frank Miller által jegyzett 1982-ben megjelent 4 részes Wolverine minisorozat után játszódik, amely hazánkban 2007 októberében jelent meg Rozsomák: Adósság és becsület címmel a Fumax kiadó jóvoltából). A kimaradt történeteket és a csapat történelmét néhány oldalas dokumentáció foglalta össze, mely a későbbi számoknak is részévé vált.
A sorozat következő száma egy kisebb ugrással már az Uncanny X-Men 182. és 184. számait közölte és nagyjából innen vette fel az eredeti sorozat történetszálát. Mivel a lemaradás az amerikai sorozathoz képes behozhatatlan volt, a kiadó inkább arra törekedett, hogy a 180. szám környékén felvett történetszálon kívül az eredeti sorozat leghíresebb és legnépszerűbb történeteit is bemutassa. Ilyen visszatekintésként bemutatott valóban klasszikus történetek voltak a Jövendő múlt napjai, a Főnix ereje és a Főnix halála. Az eredetileg felvett történetszálon haladva azóta már szintén klasszikussá vált, és az X-Men csapatára nagy változásokat hozó történetek kerültek kiadásra. Ezek a történetek a Mutáns mészárlás a Mutánsok végzete valamint a Magyarországon utolsóként megjelent nagyobb történet, az Infernó volt.

## Számok

### X-men #1
- Megjelent: 1992. június
- Borító eredetije: The Uncanny X-men #173 (1983. szeptember)
- Borítót rajzolta: Paul Smith és Bob Wiacek
- Eredeti ár: 89 Ft
- Dokumentáció: 3 oldalas „A végtelen történet” (1. rész) dokumentáció található e számban.
- Főbb szereplők:
- Megjegyzés: Féloldalnyi terjedelemben „Kandi-hírek”, további fél oldalon pedig a szerkesztő köszöntője olvasható.

| eredeti kiadvány       | eredeti megjelenés | írta            | rajzolta                 | fordította  | történet eredeti címe | történet magyar címe  |
| ---------------------- | ------------------ | --------------- | ------------------------ | ----------- | --------------------- | --------------------- |
| The Uncanny X-men #172 | 1983. augusztus    | Chris Claremont | Paul Smith és Bob Wiacek | Bayer Antal | Scarlet in Glory      | Szegények és gazdagok |
| The Uncanny X-men #173 | 1983. szeptember   | Chris Claremont | Paul Smith és Bob Wiacek | Bayer Antal | To Have and Have Not  | Halálos fogócska      |

### X-men #2
- Megjelent: 1992. július
- Borító eredetije: The Uncanny X-men #182 (1984. június)
- Borítót rajzolta: John Romita Jr.
- Eredeti ár: 89 Ft
- Dokumentáció: 3 oldalas „A végtelen történet” (2. rész) képes dokumentáció található e számban.
- Főbb szereplők:
- Megjegyzés: Féloldalnyi terjedelemben „Kandi-hírek”, további fél oldalon pedig a szerkesztő összefoglalója olvasható.

| eredeti kiadvány       | eredeti megjelenés | írta            | rajzolta                     | fordította  | történet eredeti címe   | történet magyar címe |
| ---------------------- | ------------------ | --------------- | ---------------------------- | ----------- | ----------------------- | -------------------- |
| The Uncanny X-men #182 | 1984. június       | Chris Claremont | John Romita Jr. és Dan Green | Láng István | Madness                 | Őrület               |
| The Uncanny X-men #184 | 1984. augusztus    | Chris Claremont | Paul Smith                   | Láng István | The Past of Future Days | A holnap... tegnapja |

### X-men #3
- Megjelent: 1992. szeptember
- Borító eredetije: The Uncanny X-men #185 (1984. szeptember)
- Borítót rajzolta: John Romita Jr. és Dan Green
- Eredeti ár: 89 Ft
- Főbb szereplők:
- Megjegyzés: A füzet közepén 1 oldalnyi terjedelemben a „A szerkesztő válaszol” rovat olvasható. A The Uncanny X-men #186 dupla szám volt, Magyarországon a történet 2 részben jelent meg, az X-men 3. és 4. számaiban. Az elülső belső borítón féloldalnyi terjedelemben „Kandi-hírek”, a másik felén pedig a szerkesztő összefoglalója olvasható (a 2 szám 33. oldalán üresen maradt szövegbuborékok tartalma is e helyütt található).

| eredeti kiadvány       | eredeti megjelenés | írta            | rajzolta                     | fordította  | történet eredeti címe | történet magyar címe |
| ---------------------- | ------------------ | --------------- | ---------------------------- | ----------- | --------------------- | -------------------- |
| The Uncanny X-men #185 | 1984. szeptember   | Chris Claremont | John Romita Jr. és Dan Green | Bayer Antal | Public Enemy          | Közellenség          |
| The Uncanny X-men #186 | 1984. október      | Chris Claremont | Barry Windsor-Smith          | Bayer Antal | Lifedeath             | Vihar után           |

### X-men #4
- Megjelent: 1992. október
- Borító eredetije: The Uncanny X-men #187 (1984. november)
- Borítót rajzolta: John Romita Jr. és Dan Green
- Eredeti ár: 89 Ft
- Főbb szereplők:
- Megjegyzés: Az elülső belső borítón 1 oldalnyi terjedelemben „Kandi-hírek” rovat lelhető. A The Uncanny X-men #186 dupla szám volt, Magyarországon a történet 2 részben jelent meg, az X-men 3. és 4. számaiban. A The Uncanny X-men #188 nem jelent meg teljes terjedelmében. 1 oldalon, a füzet legvégén, „A szerkesztő válaszol” a beérkezett kérdésekre.

| eredeti kiadvány       | eredeti megjelenés | írta            | rajzolta                     | fordította    | történet eredeti címe | történet magyar címe  |
| ---------------------- | ------------------ | --------------- | ---------------------------- | ------------- | --------------------- | --------------------- |
| The Uncanny X-men #186 | 1984. október      | Chris Claremont | Barry Windsor-Smith          | Bárány Ferenc | Lifedeath             | Vihar után II. rész   |
| The Uncanny X-men #187 | 1984. november     | Chris Claremont | John Romita Jr. és Dan Green | Bárány Ferenc | Wraithkill!           | A szipolyok éjszakája |
| The Uncanny X-men #188 | 1984. december     | Chris Claremont | John Romita Jr. és Dan Green | Bárány Ferenc | Legacy of the Lost    | Keserű győzelem       |

### X-men #5
- Megjelent: 1992. december
- Borító eredetije: The Uncanny X-men #191 (1985. március)
- Borítót rajzolta: John Romita Jr. és Dan Green
- Eredeti ár: 99 Ft
- Főbb szereplők:
- Megjegyzés: Az elülső belső borítón 1 oldalnyi terjedelemben „Kandi-hírek” rovat lelhető.

| eredeti kiadvány       | eredeti megjelenés | írta            | rajzolta                     | fordította  | történet eredeti címe       | történet magyar címe             |
| ---------------------- | ------------------ | --------------- | ---------------------------- | ----------- | --------------------------- | -------------------------------- |
| The Uncanny X-men #190 | 1985. február      | Chris Claremont | John Romita Jr. és Dan Green | Láng István | An Age Undreamed of         | A csodák kora                    |
| The Uncanny X-men #191 | 1985. március      | Chris Claremont | John Romita Jr. és Dan Green | Láng István | Raiders of the Lost Temple! | Az elveszett templom fosztogatói |

### X-men #6
- Megjelent: 1993. február
- Borító eredetije: The Uncanny X-men #193 (1985. május)
- Borítót rajzolta: John Romita Jr. és Dan Green és Ron Zalme
- Eredeti ár: 99 Ft
- Dokumentáció: 5 oldalas dokumentáció található e számban.
- Főbb szereplők:
- Megjegyzés: Az elülső belső borítón 1 oldalnyi terjedelemben „Kandi-hírek” rovat lelhető. A The Uncanny X-men #192 nem jelent meg teljes terjedelmében. A The Uncanny X-men #193 dupla szám volt. A hátsó belső borítón Marvel-pályázat található (1 oldalnyi terjedelem).

| eredeti kiadvány       | eredeti megjelenés | írta            | rajzolta                     | fordította  | történet eredeti címe | történet magyar címe          |
| ---------------------- | ------------------ | --------------- | ---------------------------- | ----------- | --------------------- | ----------------------------- |
| The Uncanny X-men #192 | 1985. április      | Chris Claremont | John Romita Jr. és Dan Green | Bayer Antal | Fun 'n' Games         | A cím nem került lefordításra |
| The Uncanny X-men #193 | 1985. május        | Chris Claremont | John Romita Jr.              | Bayer Antal | Warhunt 2             | Hadiösvény                    |

### X-men #7
- Megjelent: 1993. március
- Borító eredetije: The Uncanny X-men #196 (1985. augusztus)
- Borítót rajzolta: Terry Austin
- Eredeti ár: 99 Ft
- Dokumentáció: 2 oldalas Callisto-dokumentáció a füzet legvégén.
- Főbb szereplők:
- Megjegyzés: Az elülső belső borítón 1 oldalnyi terjedelemben pályázati felhívás található. A lap végén 1 oldalnyi terjedelemben Kitty Pryde-ról láthatunk 1 képet, a hátsó belső borítón pedig „A szerkesztő üzenetei” rovat található. A hátsó külső borítón 1 oldalas Rozsomák-kép díszeleg.

| eredeti kiadvány       | eredeti megjelenés | írta            | rajzolta                                     | fordította  | történet eredeti címe     | történet magyar címe    |
| ---------------------- | ------------------ | --------------- | -------------------------------------------- | ----------- | ------------------------- | ----------------------- |
| The Uncanny X-men #194 | 1985. június       | Chris Claremont | John Romita Jr., Dan Green és Steve Leialoha | Bayer Antal | Juggernaut's Back in Town | A Bulldózer visszajött! |
| The Uncanny X-men #196 | 1985. augusztus    | Chris Claremont | John Romita Jr. és Dan Green                 | Bayer Antal | What Was That?!           | Mi volt ez ?!!          |

### X-men #8
- Megjelent: 1993. április
- Borító eredetije: The Uncanny X-men #199 (1985. november)
- Borítót rajzolta: John Romita Jr. és Rick Parker
- Eredeti ár: 118 Ft
- Dokumentáció: 7 oldalas színes melléklet tartozik e számhoz, ami az újság közepén lelhető, s az X-men tagjairól tartalmaz rövidebb jellemzéseket (Küklopsz, Vadóc, Rozsomák, Ororo, Rachel, Kitty Pryde, Kolosszus és az Árnyék).
- Főbb szereplők:
- Megjegyzés: Az elülső belső borítón 1 oldalnyi terjedelemben pályázati felhívás található. A hátsó belső borítón 1 oldalnyi terjedelemben „X-posta” lelhető, a hátsó külső borítón pedig az X-menről láthatunk egy képet (rajzolta: Brandon Peterson és Josef Rubinstein).

| eredeti kiadvány       | eredeti megjelenés | írta            | rajzolta                                    | fordította  | történet eredeti címe | történet magyar címe    |
| ---------------------- | ------------------ | --------------- | ------------------------------------------- | ----------- | --------------------- | ----------------------- |
| The Uncanny X-men #199 | 1985. november     | Chris Claremont | John Romita Jr., Dan Green és Glynis Oliver | Bayer Antal | The Spiral Path       | A kavargó ösvény        |
| The Uncanny X-men #200 | 1985. december     | Chris Claremont | John Romita Jr., Dan Green és Glynis Oliver | Bayer Antal | The Trial of Magneto  | Magneto a bíróság előtt |

### X-men #9
- Megjelent: 1993. július
- Borító eredetije: The Uncanny X-men #201 (1986. január)
- Borítót rajzolta: Rick Leonardi és Whilce Portacio
- Eredeti ár: 99 Ft
- Dokumentáció: Jean Grey/Főnix 2 oldalas képes dokumentáció és Rachel Summers/Főnix 2 oldalas képes jellemzés. Ugyancsak ezeken az oldalakon a Főnix erejéről is olvashatunk egy rövidebb bemutatót. A hátsó belső oldalon 1 oldalas Power kids-jellemzést tartalmaz.
- Főbb szereplők:
- Megjegyzés: Az elülső belső borítón 1 oldalnyi terjedelemben „X-posta” lelhető. A hátsó külső borítón 1 oldalas Rozsomák-kép díszeleg.

| eredeti kiadvány       | eredeti megjelenés | írta                                   | rajzolta                         | fordította  | történet eredeti címe | történet magyar címe |
| ---------------------- | ------------------ | -------------------------------------- | -------------------------------- | ----------- | --------------------- | -------------------- |
| The Uncanny X-men #201 | 1986. január       | Chris Claremont                        | Rick Leonardi és Whilce Portacio | Bayer Antal | Duel                  | Párbaj               |
| The Uncanny X-men #205 | 1985. május        | Chris Claremont és Barry Windsor-Smith | Barry Windsor-Smith              | Bayer Antal | Wounded Wolf          | Sebzett farkas       |

### X-men #10
- Megjelent: 1993. augusztus
- Borító eredetije: The Uncanny X-men #206 (1986. június)
- Borítót rajzolta: John Romita Jr. és Dan Green
- Eredeti ár: 99 Ft
- Dokumentáció: 2 oldalas Arisztid-dokumentáció.
- Főbb szereplők:
- Megjegyzés: A füzet közepe 2 oldalnyi terjedelemben „X-postát” tartalmaz. A hátsó külső borítón 1 oldalas X-men kép díszeleg a csapat első felállásáról.

| eredeti kiadvány       | eredeti megjelenés | írta            | rajzolta                     | fordította  | történet eredeti címe          | történet magyar címe     |
| ---------------------- | ------------------ | --------------- | ---------------------------- | ----------- | ------------------------------ | ------------------------ |
| The Uncanny X-men #204 | 1986. április      | Chris Claremont | June Brigman                 | Bayer Antal | What Happened to Nightcrawler? | Árnyék és fény           |
| The Uncanny X-men #206 | 1986. június       | Chris Claremont | John Romita Jr. és Dan Green | Bayer Antal | Freedom Is A Four Letter Word! | Szállj fel, szabad madár |

### X-men #11
- Megjelent: 1993. szeptember
- Borító eredetije: The Uncanny X-men #210 (1986. október)
- Borítót rajzolta: John Romita Jr., Bob Wiacek és Dan Crespi
- Eredeti ár: 99 Ft
- Dokumentáció: 2 oldalas „A Morlockok” képes jellemzés (köztük olyan szereplőkről, mint a Szépséges Álmodó, Annalee, a Kuruzsló, Pióca, Maszk, Flótás és Pestis), valamint további 2 oldalas leírás Káprázatról (eredeti neve: Alison Blaire)
- Főbb szereplők:
- Megjegyzés: A füzetben másfél oldalnyi terjedelemben levelezési rovat található „X-posta” címmel.

| eredeti kiadvány       | eredeti megjelenés | írta            | rajzolta                                       | fordította  | történet eredeti címe | történet magyar címe |
| ---------------------- | ------------------ | --------------- | ---------------------------------------------- | ----------- | --------------------- | -------------------- |
| The Uncanny X-men #210 | 1986. október      | Chris Claremont | John Romita Jr. és Dan Green                   | Bayer Antal | The Morning After     | Másnap reggel        |
| The Uncanny X-men #211 | 1986. november     | Chris Claremont | John Romita Jr., Bret Blevins és Al Williamson | Bayer Antal | Massacre              | Mészárlás            |

### X-men #12
- Megjelent: 1993. október
- Borító eredetije: The Uncanny X-men #212 (1986. december)
- Borítót rajzolta: Barry Windsor-Smith és Dan Crespi
- Eredeti ár: 99 Ft
- Dokumentáció: 2 oldalas Gemini- (eredeti neve: Carol Jane Danvers) leírás.
- Főbb szereplők:
- Megjegyzés: E számban 1 oldalnyi terjedelemben levelezési rovat található „X-posta” címmel (hátsó belső borító). A The Uncanny X-men #215-ből mindössze 4 oldal jelent meg, míg a The Uncanny X-men #213-ből néhány oldal kimaradt. A magyar füzetben az amerikai #212-es számot a #215-ös követte, majd csak ezután következett a #213-as rész.

| eredeti kiadvány       | eredeti megjelenés | írta            | rajzolta                   | fordította  | történet eredeti címe | történet magyar címe |
| ---------------------- | ------------------ | --------------- | -------------------------- | ----------- | --------------------- | -------------------- |
| The Uncanny X-men #212 | 1986. december     | Chris Claremont | Rick Leonardi és Dan Green | Bayer Antal | The Last Run          | Az utolsó futam      |
| The Uncanny X-men #215 | 1987. március      | Chris Claremont | Alan Davis                 | Bayer Antal | Old Soldiers          | Epilógus             |
| The Uncanny X-men #213 | 1987. január       | Chris Claremont | Alan Davis és Paul Neary   | Bayer Antal | Psylocke              | Psziché              |

### X-men #13
- Megjelent: 1993. december
- Borító eredetije: Marvel Super Heroes Secret Wars Vol. 1 #1 (1984. május)
- Borítót rajzolta: Mike Zeck
- Eredeti ár: 108 Ft
- Dokumentáció:
- Főbb szereplők:
- Megjegyzés: A The Uncanny X-men #215-ből mindössze 3 oldal jelent meg. Az újság közepén 8 oldalas keményebb papírra nyomtatott, a Titkos háborúhoz kapcsolódó, képregény-melléklet található. 1 oldalnyi terjedelemben levelezési rovat lelhető „X-posta” címmel (hátsó belső borító), további 1 oldalon pedig „beharangozó” olvasható a Titkos háborúhoz (elülső belső borító). A Titkos háború című történet a Marvel Extra 1993/6-os (6.) számában folytatódott.

| eredeti kiadvány       | eredeti megjelenés | írta            | rajzolta                          | fordította  | történet eredeti címe  | történet magyar címe                             |
| ---------------------- | ------------------ | --------------- | --------------------------------- | ----------- | ---------------------- | ------------------------------------------------ |
| Secret Wars Vol. 1 #1  | 1984. május        | Jim Shooter     | Mike Zeck és John Beatty          | Bata István | The War Begins         | Titkos háború 1. rész: Ha harc, ... legyen harc! |
| The Uncanny X-men #214 | 1987. február      | Chris Claremont | Barry Windsor-Smith és Bob Wiacek | Bayer Antal | With Malice Toward All | Malícia                                          |
| The Uncanny X-men #215 | 1987. március      | Chris Claremont | Alan Davis                        | Bayer Antal | Old Soldiers           | Epilógus                                         |

### X-men #14
- Megjelent: 1994. február
- Borító eredetije: Marvel Super Heroes Secret Wars Vol. 1 #3 (1984. július)
- Borítót rajzolta: Mike Zeck
- Eredeti ár: 108 Ft
- Dokumentáció: 2 oldalas Magneto-jellemzés (eredeti neve: ismeretlen).
- Főbb szereplők:
- Megjegyzés: A titkos háború című történet A Csodálatos Pókember (1. sorozat) 1994/2-es (57.) számában folytatódott. Az újságban 1 oldalnyi terjedelemben levelezési rovat lelhető „X-posta” címmel (elülső belső borító).

| eredeti kiadvány       | eredeti megjelenés | írta            | rajzolta                        | fordította  | történet eredeti címe           | történet magyar címe                     |
| ---------------------- | ------------------ | --------------- | ------------------------------- | ----------- | ------------------------------- | ---------------------------------------- |
| Secret Wars Vol. 1 #3  | 1984. július       | Jim Shooter     | Mike Zeck és John Beatty        | Bata István | Tempest Without, Crisis Within! | Titkos háború 3. rész: Viher és Viszály! |
| The Uncanny X-men #217 | 1987. május        | Chris Claremont | Jackson Guice és Steve Leialoha | Bayer Antal | Folly's Gambit                  | Fiatalság, bolondság                     |

### X-men #15
- Megjelent: 1994. április
- Borító eredetije: The Uncanny X-men #218 (1987. június)
- Borítót rajzolta: Arthur Adams és Bob Wiacek
- Eredeti ár: 108 Ft
- Dokumentáció: 3 oldalas Galactus (eredeti neve: Galactus) képes jellemzés.
- Főbb szereplők:
- Megjegyzés: A titkos háború című történet A Csodálatos Pókember (1. sorozat) 1994/4-es (59.) számában folytatódott. Az újságban 1 oldalnyi terjedelemben levelezési rovat lelhető „X-posta” címmel (hátsó belső borító).

| eredeti kiadvány       | eredeti megjelenés | írta            | rajzolta                    | fordította  | történet eredeti címe       | történet magyar címe                    |
| ---------------------- | ------------------ | --------------- | --------------------------- | ----------- | --------------------------- | --------------------------------------- |
| The Uncanny X-men #218 | 1987. június       | Chris Claremont | Marc Silvestri és Dan Green | Bayer Antal | Charge of the Light Brigade | A könnyűlovasság támadása               |
| Secret Wars Vol. 1 #6  | 1984. október      | Jim Shooter     | Bob Layton                  | Bata István | A Little Death...           | Titkos háború 6. rész: Egy kis halál... |

### X-men #16
- Megjelent: 1994. május
- Borító eredetije: The Uncanny X-men #219 (1987. július)
- Borítót rajzolta: Bret Blevins és Rick Parker
- Eredeti ár: 108 Ft
- Dokumentáció: 2 oldalas Mázlista-leírás szerepel e kiadványban.
- Főbb szereplők:
- Megjegyzés: A titkos háború című történet az X-men 17. számában folytatódott. A hátsó külső borítón 1 oldalas „X-posta” levelezési rovat olvasható.

| eredeti kiadvány       | eredeti megjelenés | írta            | rajzolta                  | fordította  | történet eredeti címe | történet magyar címe                  |
| ---------------------- | ------------------ | --------------- | ------------------------- | ----------- | --------------------- | ------------------------------------- |
| The Uncanny X-men #219 | 1987. július       | Chris Claremont | Bret Blevins és Dan Green | Bayer Antal | Where Duty Lies       | Ha elszólít a kötelesség...           |
| Secret Wars Vol. 1 #9  | 1985. január       | Jim Shooter     | Mike Zeck és John Beatty  | Bata István | Assault on Galactus!  | Titkos háború 9. rész: Cél: Galactus! |

### X-men #17
- Megjelent: 1994. június
- Borító eredetije: The Uncanny X-men #221 (1987. szeptember)
- Borítót rajzolta: Marc Silvestri
- Eredeti ár: 115 Ft
- Főbb szereplők:
- Megjegyzés: A titkos háború című történet a Marvel Extra 1994/3-as (9.) számában folytatódott. Az újságban az elülső belső borítón 1 oldalnyi terjedelemben levelezési rovat lelhető „X-posta” címmel.

| eredeti kiadvány       | eredeti megjelenés | írta            | rajzolta                    | fordította  | történet eredeti címe  | történet magyar címe                         |
| ---------------------- | ------------------ | --------------- | --------------------------- | ----------- | ---------------------- | -------------------------------------------- |
| Secret Wars Vol. 1 #10 | 1985. február      | Jim Shooter     | Mike Zeck és John Beatty    | Bata István | Death to the Beyonder! | Titkos háború 10. rész: Halál a Túlontúlira! |
| The Uncanny X-men #220 | 1987. augusztus    | Chris Claremont | Marc Silvestri és Dan Green | Máté György | Unfinished Business    | Befejezetlen múlt                            |

### X-men #18
- Megjelent: 1994. augusztus
- Borító eredetije: Marvel Super Heroes Secret Wars Vol. 1 #12 (1985. április)
- Borítót rajzolta: Mike Zeck
- Eredeti ár: 115 Ft
- Dokumentáció: 3 oldalas Molekulaember (eredeti neve: Owen Reece) jellemzés, ami folytatódott a Marvel Extra 1994/4-es (10.) számában.
- Főbb szereplők:
- Megjegyzés: A 12 részes Secret Wars minisorozat utolsó száma dupla szám volt. Ez utóbbi rész Magyarországon 2 számban jelent meg, az X-men 18. valamint a Marvel Extra 1994/4-es (10.) számában. A történet első fele az X-menben került közlésre, míg a befejezését a Marvel Extra lapjaira nyomtatták. A hátsó belső borítón 1 oldalnyi terjedelemben levelezési rovat lelhető „X-posta” címmel.

| eredeti kiadvány       | eredeti megjelenés | írta            | rajzolta                    | fordította  | történet eredeti címe | történet magyar címe                         |
| ---------------------- | ------------------ | --------------- | --------------------------- | ----------- | --------------------- | -------------------------------------------- |
| The Uncanny X-men #221 | 1987. szeptember   | Chris Claremont | Marc Silvestri és Dan Green | Máté György | Death by Drowning     | Fulladásos Halál                             |
| Secret Wars Vol. 1 #12 | 1985. április      | Jim Shooter     | Mike Zeck és John Beatty    | Bata István | Nothing to fear       | Titkos háború 12. rész: ...Nem kell félni... |

### X-men #19
- Megjelent: 1994. október
- Borító eredetije: The Uncanny X-men #223 (1987. november)
- Borítót rajzolta: Kerry Gammill és Dan Green
- Eredeti ár: 115 Ft
- Dokumentáció: „Kedves képregényrajongók” címmel 2 oldalas (elülső, valamint hátsó belső borítókon) X-men-dokumentáció szerepel Chris Claremont és az X-men közös múltjáról.
- Főbb szereplők:
- Megjegyzés: Az újságban 1 oldalnyi terjedelemben levelezési rovat található „X-men levelek” címmel. 2 darab egyenként egyoldalas poszter is szerepel e számban az újság közepén, ami Rozsomákot és Árnymacskát ábrázolja.

| eredeti kiadvány       | eredeti megjelenés | írta            | rajzolta                    | fordította  | történet eredeti címe | történet magyar címe |
| ---------------------- | ------------------ | --------------- | --------------------------- | ----------- | --------------------- | -------------------- |
| The Uncanny X-men #222 | 1987. október      | Chris Claremont | Marc Silvestri és Dan Green | Bata István | Heartbreak!           | Meghasonlás!         |
| The Uncanny X-men #223 | 1987. november     | Chris Claremont | Kerry Gammill és Dan Green  | Bata István | Omens & Portents      | Baljós előjelek      |

### X-men #20
- Megjelent: 1994. november
- Borító eredetije: The Uncanny X-men #224 (1987. december)
- Borítót rajzolta: Marc Silvestri és Bob Wiacek
- Eredeti ár: 115 Ft
- Dokumentáció: 1-1 oldalas Villám (eredeti neve: Martin Fletcher) és a Vörös kommandós (eredeti neve: Frank Bohannan)-jellemzés van e kiadványban.
- Főbb szereplők:
- Megjegyzés: Az elülső belső borítón 1 oldalnyi terjedelemben levelezési rovat lelhető „X-posta” címmel.

| eredeti kiadvány       | eredeti megjelenés | írta            | rajzolta                     | fordította  | történet eredeti címe    | történet magyar címe  |
| ---------------------- | ------------------ | --------------- | ---------------------------- | ----------- | ------------------------ | --------------------- |
| The Uncanny X-men #224 | 1987. december     | Chris Claremont | Marc Silvestri és Bob Wiacek | Bata István | The Dark Before the Dawn | Sötétség hajnal előtt |
| The Uncanny X-men #225 | 1988. január       | Chris Claremont | Marc Silvestri és Dan Green  | Bayer Antal | False Dawn               | Mégsem hajnalodik…    |

### X-men #21
- Megjelent: 1994. december
- Borító eredetije: The Uncanny X-men #227 (1988. március)
- Borítót rajzolta: Marc Silvestri, Dan Green és Alex Jay
- Eredeti ár: 115 Ft
- Dokumentáció: 2 oldalas „Az X-ek” leírás, 1 oldalas jellemzés Cerebro-ról, 1 oldalas dokumentáció az X-ek repülőjéről és 3 oldalas értekezés az X-men birtokról.
- Főbb szereplők:
- Megjegyzés: Az újságban 1 oldalnyi terjedelemben csere-bere rovat szerepel „Adok-ka-Pók” elnevezéssel.

| eredeti kiadvány       | eredeti megjelenés | írta            | rajzolta                    | fordította      | történet eredeti címe | történet magyar címe      |
| ---------------------- | ------------------ | --------------- | --------------------------- | --------------- | --------------------- | ------------------------- |
| The Uncanny X-men #226 | 1988. február      | Chris Claremont | Marc Silvestri és Dan Green | Szeredás Lőrinc | Go Tell the Spartans  | Vidd hírül a Spártaiaknak |

### X-men #22
- Megjelent: 1995. február
- Borító eredetije: Wolverine Poster #42 Adamantium "X"
- Borítót rajzolta: Brandon Peterson
- Eredeti ár: 138 Ft
- Dokumentáció:
- Főbb szereplők:
- Megjegyzés: 1 oldalas levelezési rovat található e lapban az elülső belső borítón „Tisztelt képregényrajongók!” címmel. E kiadvány kibővített terjedelemmel, összesen 56 oldalon jelent meg. A Főnix halála című történet a Marvel Extra 1995/1-es számában (13. szám) folytatódott.

| eredeti kiadvány       | eredeti megjelenés | írta                          | rajzolta                    | fordította  | történet eredeti címe       | történet magyar címe                       |
| ---------------------- | ------------------ | ----------------------------- | --------------------------- | ----------- | --------------------------- | ------------------------------------------ |
| The Uncanny X-men #131 | 1980. március      | Chris Claremont és John Byrne | John Byrne és Terry Austin  | Bayer Antal | Run for Your Life!          | A Főnix halála 3. rész: Fuss az életedért! |
| The Uncanny X-men #132 | 1980. április      | Chris Claremont és John Byrne | John Byrne és Terry Austin  | Bayer Antal | And Hellfire is Their Name! | A Főnix halála 4. rész: A nevük: Pokoltűz! |
| The Uncanny X-men #227 | 1988. március      | Chris Claremont               | Marc Silvestri és Dan Green | Bayer Antal | The Belly of the Beast      | A fenevad bendőjében!                      |

### X-men #23
- Megjelent: 1995. április
- Borító eredetije: The Uncanny X-men #135 (1980. július)
- Borítót rajzolta: John Byrne, Terry Austin és Jim Novak
- Eredeti ár: 138 Ft
- Dokumentáció: A Szabad erő (elülső belső borító, 1 oldal); Rejtély (eredeti neve: Raven Darkhölme, 2 oldalas); Lavina (eredeti neve: Dominic Petros, 1 oldalas); Spirál (eredeti neve: Spirál, 1 oldalas); Haspók (eredeti neve: Fred J. Dukes, 2 oldalas); Piro (eredeti neve: St. John Allerdyce, 1 oldalas); Vadóc (eredeti neve: nem ismert, 2 oldalas) és a 2. Pók (eredeti neve: titkos, 1 oldalas, hátsó belső borító) jellemrajzok.
- Főbb szereplők:
- Megjegyzés:

| eredeti kiadvány       | eredeti megjelenés | írta                          | rajzolta                    | fordította  | történet eredeti címe | történet magyar címe                |
| ---------------------- | ------------------ | ----------------------------- | --------------------------- | ----------- | --------------------- | ----------------------------------- |
| The Uncanny X-men #229 | 1988. május        | Chris Claremont               | Marc Silvestri és Dan Green | Bata István | Down Under            | Odalent                             |
| The Uncanny X-men #135 | 1980. július       | Chris Claremont és John Byrne | John Byrne és Terry Austin  | Bayer Antal | Dark Phoenix          | A Főnix halála 7. rész: Sötét Főnix |

### X-men #24
- Megjelent: 1995. június
- Borító eredetije: The Uncanny X-men #136 (1980. augusztus)
- Borítót rajzolta: John Byrne, Terry Austin és Jim Novak
- Eredeti ár: 148 Ft
- Dokumentáció: 1 oldalas Sors (eredeti neve: Irené Adler); 2 oldalas Árnyék (eredeti neve: Kurt Wagner); 2 oldalas Plazma (eredeti neve: Alexander „Alex” Summers); 2 oldalas Forge (eredeti neve: ismeretlen); 2 oldalas Kolosszus (eredeti neve: Pjotr „Peter” Nyikolajevics Raszputyin) képes dokumentáció.
- Főbb szereplők:
- Megjegyzés:

| eredeti kiadvány       | eredeti megjelenés | írta                          | rajzolta                   | fordította  | történet eredeti címe        | történet magyar címe                                |
| ---------------------- | ------------------ | ----------------------------- | -------------------------- | ----------- | ---------------------------- | --------------------------------------------------- |
| The Uncanny X-men #235 | 1988. október      | Chris Claremont               | Rick Leonardi              | Oláh Gábor  | Welcome to Genosha           | Köszöntjük Genoshaban                               |
| The Uncanny X-men #136 | 1980. augusztus    | Chris Claremont és John Byrne | John Byrne és Terry Austin | Bayer Antal | Child of Light and Darkness! | A Főnix halála 8. rész A fény és sötétség gyermeke! |

### X-men #25
- Megjelent: 1995. július
- Borító eredetije: The Uncanny X-men #137 (1980. szeptember)
- Borítót rajzolta: John Byrne, Terry Austin és Jim Novak
- Eredeti ár: 158 Ft
- Dokumentáció: 7 oldalas Sötét Főnix-dosszié.
- Főbb szereplők:
- Megjegyzés: A Főnix halála című történet befejező része 3 fejezetre oszlik. Az első címe A Főnix végzete, míg a második elnevezése: Végítélet! A harmadik fejezet egy alternatív befejezést mutat be az olvasóknak. Az elülső belső borítón a magyar szerkesztő bevezetője olvasható. A magyar kiadás tartalmazza a Phoenix: The Untold Story című füzetet is, ami gyakorlatilag a The Uncanny X-men #137 számának újranyomása, és amely tartalmazza ezt az ún. alternatív befejezést is. Eredetileg a képregény szerzői azt szerették volna, hogy Jean veszítse el képességeit, hogy aztán később lehetőségük legyen őt mint szupergonoszt visszahozni. Azonban a befejezés nem illett bele a történetbe, ezért az új változatban Jean öngyilkos lett miután a Sötét Főnix ismét kezdett benne felszínre törni a a Hold kék területén. Ez utóbbi változat került végül nyomtatásba a The Uncanny X-men #137-ben. Évekkel később a Phoenix: The Untold Story című füzetben megjelentették újra A Főnix halála című történet utolsó részét, ami mind a kettő befejezés-variációt tartalmazta. Ez utóbbi füzetből származik a Sötét Főnix-dosszié is, amely a történet amerikai szerzőinek elmélkedését tartalmazza.

| eredeti kiadvány          | eredeti megjelenés | írta                          | rajzolta                   | fordította  | történet eredeti címe    | történet magyar címe             |
| ------------------------- | ------------------ | ----------------------------- | -------------------------- | ----------- | ------------------------ | -------------------------------- |
| The Uncanny X-men #137    | 1980. szeptember   | Chris Claremont és John Byrne | John Byrne és Terry Austin | Bayer Antal | The Fate of the Phoenix! | A Főnix végzete! (1. fejezet)    |
| The Uncanny X-men #137    | 1980. szeptember   | Chris Claremont és John Byrne | John Byrne és Terry Austin | Bayer Antal | A Taste of Armageddon    | Végítélet! (2. fejezet)          |
| Phoenix: The Untold Story | 1984. április      | Chris Claremont és John Byrne | John Byrne                 | Bayer Antal | Return to the ashes!     | ...és porrá leszel. (3. fejezet) |

### X-men #26
- Megjelent: 1995. augusztus
- Borító eredetije: The Uncanny X-men #236 (1988. október)
- Borítót rajzolta: Marc Silvestri, Dan Green és Jos Rosen
- Eredeti ár: 148 Ft
- Főbb szereplők:
- Megjegyzés: A füzet közepén 4 oldalas „Adok-ka-Pók” csere-bere rovat található, a lap hátsó belső borítóján pedig 1 oldalas levelezési rovat szerepel „Levelek” címmel.

| eredeti kiadvány       | eredeti megjelenés | írta            | rajzolta       | fordította    | történet eredeti címe | történet magyar címe |
| ---------------------- | ------------------ | --------------- | -------------- | ------------- | --------------------- | -------------------- |
| The Uncanny X-men #236 | 1988. október      | Chris Claremont | Marc Silvestri | Bárány Ferenc | Busting Loose         | Szabadulás!          |
| The Uncanny X-men #237 | 1988. november     | Chris Claremont | Rick Leonardi  | Bárány Ferenc | Who's Human?          | Ki ember?            |

### X-men #27
- Megjelent: 1995. október
- Borító eredetije: The Uncanny X-men #238 (1988. november)
- Borítót rajzolta: Marc Silvestri és Dan Green
- Eredeti ár: 168 Ft
- Dokumentáció:
- Főbb szereplők:
- Megjegyzés: A füzet közepén 1,5 oldalas „Adok-ka-Pók” csere-bere rovat, valamint 1,5 oldalas levelezési rovat „Levelek” címmel található. Az Apokolipsz… most! című történet a Superman és Batman 1995/6-os (21.) számában folytatódott.

| eredeti kiadvány                                    | eredeti megjelenés | írta            | rajzolta                    | fordította                               | történet eredeti címe | történet magyar címe                                                |
| --------------------------------------------------- | ------------------ | --------------- | --------------------------- | ---------------------------------------- | --------------------- | ------------------------------------------------------------------- |
| The Uncanny X-men #238                              | 1988. november     | Chris Claremont | Marc Silvestri és Dan Green | Szeredás Lőrinc                          | Gonna be a Revolution | És kitör majd a forradalom!                                         |
| The Uncanny X-Men and The New Teen Titans Vol. 1 #1 | 1982. január       | Chris Claremont | Walter Simonson             | Bárány Ferenc (1-3. oldal) és Oláh Gábor | Apokolips... Now!     | Az X-men és az Új Titánok közös kalandja 2. rész: Apokolipsz… most! |

### X-men #28
- Megjelent: 1995. november
- Borító eredetije: The Uncanny X-men #240 (1989. január)
- Borítót rajzolta: Marc Silvestri
- Eredeti ár: 168 Ft
- Dokumentáció: Varázs (eredeti neve: Iljana Nyikolajevna Raszputyin[a]) 4 oldalas dokumentáció.
- Főbb szereplők:
- Megjegyzés:

| eredeti kiadvány       | eredeti megjelenés | írta            | rajzolta       | fordította | történet eredeti címe                     | történet magyar címe            |
| ---------------------- | ------------------ | --------------- | -------------- | ---------- | ----------------------------------------- | ------------------------------- |
| The Uncanny X-men #240 | 1989. január       | Chris Claremont | Marc Silvestri | Oláh Gábor | Inferno Part the First: Strike the Match  | Inferno 1. rész: Lobban a Láng! |
| The Uncanny X-men #241 | 1989. február      | Chris Claremont | Marc Silvestri | Oláh Gábor | Inferno, Part the Second: Fan the Flames! | Inferno 2. rész: Terjed a tűz!  |

### X-men #29
- Megjelent: 1995. december
- Borító eredetije: The Uncanny X-men #141 (1981. január)
- Borítót rajzolta: John Byrne és Terry Austin
- Eredeti ár: 168 Ft
- Dokumentáció: 2 oldalas X-Faktor-jellemzés a lap közepén.
- Főbb szereplők:
- Megjegyzés: Az Inferno című történet a Marvel Extra 1995/6-os (18.) számában folytatódott. A füzet legvégén 1 oldalas „Adok-ka-Pók” csere-bere rovat található.

| eredeti kiadvány       | eredeti megjelenés | írta                          | rajzolta        | fordította | történet eredeti címe | történet magyar címe              |
| ---------------------- | ------------------ | ----------------------------- | --------------- | ---------- | --------------------- | --------------------------------- |
| X-Factor Vol. 1 #37    | 1989. február      | Louise Simonson               | Walter Simonson | Oláh Gábor | A Matter of Honor     | Inferno 3. rész: Becsületbeli ügy |
| The Uncanny X-men #141 | 1981. január       | Chris Claremont és John Byrne | John Byrne      | Oláh Gábor | Days of Future Past   | A jövendő múlt napjai 1. rész     |

### X-men #30
- Megjelent: 1996. január
- Borító eredetije: X-Factor Vol. 1 #37 (1989. február)
- Borítót rajzolta: Walter Simonson
- Eredeti ár: 189 Ft
- Dokumentáció: 1 oldalas az Új Mutánsok-jellemzés a lap közepén.
- Főbb szereplők:
- Megjegyzés: 2 darab 2 oldalas Rozsomák-poszter található e kiadványban, valamint 1 oldalas levelezési rovat „Levelek” címmel. Az Inferno című történet a Marvel Extra 1996/1-es (19.) számában folytatódott.

| eredeti kiadvány       | eredeti megjelenés | írta                          | rajzolta       | fordította | történet eredeti címe            | történet magyar címe          |
| ---------------------- | ------------------ | ----------------------------- | -------------- | ---------- | -------------------------------- | ----------------------------- |
| The Uncanny X-men #142 | 1981. február      | Chris Claremont és John Byrne | John Byrne     | Oláh Gábor | Mind Out of Time                 | A jövendő múlt napjai 2. rész |
| The Uncanny X-men #242 | 1989. április      | Chris Claremont               | Marc Silvestri | Oláh Gábor | Inferno, Part the Fourth: Ashes! | Inferno 5. rész:              |

### X-men #31
- Megjelent: 1996. március
- Borító eredetije: The Uncanny X-men #243 (1989. április)
- Borítót rajzolta: Marc Silvestri, Dan Green, Tom Orzechowski
- Eredeti ár: 189 Ft
- Dokumentáció: 1 oldalas Bestia (eredeti neve: Henry „Hank” McCoy) és 2 oldalas Jégember (eredeti neve: Robert „Bobby” Drake képes dokumentáció.
- Főbb szereplők:
- Megjegyzés: Az X-Factor Vol. 1 #38 számánák első fele a Marvel Extra 1996/1-es (19.) számában jelent meg. Az Inferno című történet a Marvel Extra 1996/2-es (20.) számában folytatódott/fejeződött be. A füzet hátsó belső borítóján 1 oldalas „Adok-ka-Pók” csere-bere rovat található.

| eredeti kiadvány       | eredeti megjelenés | írta            | rajzolta        | fordította | történet eredeti címe            | történet magyar címe |
| ---------------------- | ------------------ | --------------- | --------------- | ---------- | -------------------------------- | -------------------- |
| X-Factor Vol. 1 #38    | 1989. március      | Louise Simonson | Walter Simonson | Oláh Gábor | Duet!                            | Inferno 7. rész:     |
| The Uncanny X-men #243 | 1989. április      | Chris Claremont | Marc Silvestri  | Oláh Gábor | Inferno, Part the Fourth: Ashes! | Inferno 8. rész:     |

### X-men #32
- Megjelent: 1996. május
- Borító eredetije: The Uncanny X-men #244 (1989. május)
- Borítót rajzolta: Marc Silvestri, Dan Green, Tom Orzechowski
- Eredeti ár: 189 Ft
- Dokumentáció: 3 oldalas Rozsomák (eredeti neve: Logan) jellemzés a füzet végén.
- Főbb szereplők:
- Megjegyzés: A füzet közepén 2 oldalas „Adok-ka-Pók” csere-bere rovat található. A Classic X-men #13 nem jelent meg teljes terjedelmében. A Főnix hatalma című történet eredetileg a The Uncanny X-men #105 számában jelent meg (A Classix X-men című füzet ennek a történetnek az újranyomását tartalmazza).

| eredeti kiadvány       | eredeti megjelenés | írta            | rajzolta                   | fordította    | történet eredeti címe | történet magyar címe    |
| ---------------------- | ------------------ | --------------- | -------------------------- | ------------- | --------------------- | ----------------------- |
| The Uncanny X-men #244 | 1989. május        | Chris Claremont | Marc Silvestri             | Oláh Gábor    | Ladies' Night         | Áll a Bál!              |
| Classic X-men #13      | 1987. szeptember   | Chris Claremont | Dave Cockrum és Bob Layton | Boronyák Rita | Phoenix Unleashed!    | A Főnix hatalma 1. rész |

### X-men #33
- Megjelent: 1996. július
- Borító eredetije: The Uncanny X-men #246 (1989. július)
- Borítót rajzolta: Marc Silvestri, Dan Green, Joe Rosen
- Eredeti ár: 198 Ft
- Dokumentáció: 2 oldalas Nimród (eredeti neve: Nimród) és 2 oldalas Csillagjárók (Raza, Hepzibah, Ch’od és Sikorsky)-dokumentáció a lap közepén. 1 oldalas Cerberus-jellemzés e szám végén.
- Főbb szereplők:
- Megjegyzés: A Classic X-men #14 nem jelent meg teljes terjedelmében. A Főnix ereje című történet eredetileg a The Uncanny X-men #107 számában jelent meg (A Classix X-men című füzet ennek a történetnek az újranyomását tartalmazza).

| eredeti kiadvány       | eredeti megjelenés | írta            | rajzolta       | fordította    | történet eredeti címe          | történet magyar címe                        |
| ---------------------- | ------------------ | --------------- | -------------- | ------------- | ------------------------------ | ------------------------------------------- |
| The Uncanny X-men #246 | 1989. július       | Chris Claremont | Marc Silvestri | Oláh Gábor    | The Day of Other Lights        | Más fények ideje!                           |
| Classic X-men #14      | 1987. október      | Chris Claremont | Dave Cockrum   | Boronyák Rita | Where No X-Man Has Gone Before | A Főnix ereje 2. rész: A világ végén is túl |

### X-men #34
- Megjelent: 1996. szeptember
- Borító eredetije: The Uncanny X-men #247 (1989. augusztus)
- Borítót rajzolta: Marc Silvestri, Dan Green, Tom Orzechowski
- Eredeti ár: 198 Ft
- Dokumentáció: 2 oldalas a Pokoltűz klub, 1 oldalas Kalóz (eredeti neve: Christopher Summers hadnagy) és 2 oldalas Sean Cassidy-dokumentáció a lap közepén.
- Főbb szereplők:
- Megjegyzés: 1 oldalnyi terjedelemben a The Uncanny X-men #108 számának eredeti borítója látható. A Classic X-men #15 nem jelent meg teljes terjedelmében. A Főnix ereje című történet eredetileg a The Uncanny X-men #108 számában jelent meg (A Classix X-men című füzet ennek a történetnek az újranyomását tartalmazza).

| eredeti kiadvány       | eredeti megjelenés | írta            | rajzolta                    | fordította    | történet eredeti címe | történet magyar címe                                     |
| ---------------------- | ------------------ | --------------- | --------------------------- | ------------- | --------------------- | -------------------------------------------------------- |
| The Uncanny X-men #247 | 1989. augusztus    | Chris Claremont | Marc Silvestri és Dan Green | Oláh Gábor    | The Light That Failed | A fény, mely kihunyt                                     |
| Classic X-men #15      | 1987. november     | Chris Claremont | John Byrne                  | Boronyák Rita | Armageddon Now!       | A Főnix ereje 3. rész: M’Krann kristály: VÉGÍTÉLET MOST! |

### X-men #35
- Megjelent: 1996. november
- Borító eredetije: The Uncanny X-men #248 (1989. szeptember)
- Borítót rajzolta: Jim Lee, Dan Green, Tom Orzechowski
- Eredeti ár: 198 Ft
- Dokumentáció: 1 oldalas Dadus- és 2 oldalas a Hiénák-leírás
- Főbb szereplők:
- Megjegyzés: 1 oldalas Rozsomák-poszter található a lap közepén.

| eredeti kiadvány       | eredeti megjelenés | írta            | rajzolta       | fordította | történet eredeti címe | történet magyar címe |
| ---------------------- | ------------------ | --------------- | -------------- | ---------- | --------------------- | -------------------- |
| The Uncanny X-men #248 | 1989. szeptember   | Chris Claremont | Jim Lee        | Oláh Gábor | The Cradle Will Fall  | A bölcső felborul!   |
| The Uncanny X-men #249 | 1989. október      | Chris Claremont | Marc Silvestri | Oláh Gábor | The Dane Curse        | Vadak átka!          |

### X-men #36
- Megjelent: 1997. január
- Borító eredetije: The Uncanny X-men #250 (1989. október)
- Borítót rajzolta: Marc Silvestri, Dan Green, Joe Rosen
- Eredeti ár: 238 Ft
- Dokumentáció: 2 oldalas Kraven utolsó vadászata dokumentáció (a lap végén).
- Főbb szereplők:
- Megjegyzés: A sorozat utolsó száma. A Kraven utolsó vadászata című történet A Csodálatos Pókember 1997/2-es (93.) számában folytatódott, s egyben fejeződott be.

| eredeti kiadvány                   | eredeti megjelenés | írta            | rajzolta       | fordította | történet eredeti címe                | történet magyar címe                           |
| ---------------------------------- | ------------------ | --------------- | -------------- | ---------- | ------------------------------------ | ---------------------------------------------- |
| The Uncanny X-men #250             | 1989. október      | Chris Claremont | Marc Silvestri | Oláh Gábor | The Shattered Star                   | Az összetört csillag                           |
| The Amazing Spider-man Vol. 1 #294 | 1986. november     | J. M. DeMatteis | Mike Zeck      | Oláh Gábor | Kraven's Last Hunt (part 5): Thunder | Kraven utolsó vadászata (5. rész): Mennydörgés |

Az utolsó szám hátsó külső borítóján ez az üzenet olvasható:
Kedves X-Men rajongók!

SZOMORÚ HÍRT TUDATUNK VELETEK: AZ X-MEN A JELENLEGI, 1997/1-ES SZÁMMAL MEGSZŰNIK. 

A Marvel kiadó – amely ellen egyébként technikai csődeljárás folyik, oly mértékben kívánja emelni a jogdíjakat, amely lehetetlenné teszi számunkra a kiadás folytatását. 

Az X-Men – és vele együtt a Transformer is – tehát megszűnik, ám még reménykedünk benne, hogy csak ideiglenesen. Amennyiben ugyanis a későbbiekben sikerül észszerűbb feltételekben megállapodnunk a jogtulajdonossal, van némi eséy arra, hogy a címeket újraindítsuk. 

Ha néhány hónapon belül nem látjátok viszont az X-Ment és a Transformert az újságárusoknál, sajnálatos módon bizonyosra vehetitek, hogy tárgyalásaink nem úgy zajlottak, ahogy mi szerettük volna.
Köszönjük Nektek, hogy velünk tartottatok. 

Mi is nagyon sajnáljuk, hogy így alakult, hiszen az X-Ment mi is nagyon szerettük!

Viszontlátásra!
A szerkesztő
Kedves Előfizetők! 